# Stictoptera nigrocrista
Stictoptera nigrocrista är en fjärilsart som beskrevs av Embrik Strand 1917. Stictoptera nigrocrista ingår i släktet Stictoptera och familjen nattflyn. Inga underarter finns listade i Catalogue of Life.